# 엑소시스트 2
《엑소시스트 2》(영어: Exorcist II: The Heretic)는 미국에서 제작된 1977년 초자연 공포 영화이다. 존 부어먼이 연출을 맡고 제작에도 참여하였다. 《엑소시스트》(1973)의 속편이다. 린다 블레어, 리처드 버턴, 루이즈 플레처, 막스 폰쉬도브 등이 출연하였다. 1992년에 사망한 폴 헨리드의 마지막 영화 출연작이다.
1990년 속편 《엑소시스트 3》이 개봉하였다.

## 줄거리
믿음이 흔들리고 있는 필립 러몬트 신부는 한 젊은 남미 여성을 구마하지만 실패한다. 아픈 자를 치유하는 힘이 있는 나에게 왜 이런 일이 벌어지고 있냐던 여성은 촛불을 쓰러뜨리고, 여기에서 번진 불이 여성의 드레스에 옮겨 붙으면서 여성이 사망한다.
후에 추기경은 러몬트에게 4년 전 아시리아 악령 파주주에 빙의된 레이건 맥닐을 구마하다 죽은 랭케스터 메린 신부의 사후 이단 혐의를 조사하는 임무를 맡긴다. 메린은 현대화된 가톨릭교회 교의가 사탄의 무서운 힘을 부정하고 있다고 주장하다가 결국 사탄 숭배자가 됐다는 의심을 받고 있다.
이제 16살이 된 레이건은 후견인 샤론 스펜서와 뉴욕에서 일견 정상으로 돌아온 것처럼 지내며 정신 의학 연구소의 진 터스킨 박사로부터 주의 관찰을 받는 중이다. 레이건은 워싱턴 D.C.에서 겪은 혹독한 경험을 기억하지 못하지만 터스킨은 기억이 억눌려 있을 뿐이라고 믿는다. 러몬트 신부는 연구소를 방문해 레이건을 면접하려고 하지만 레이건에게 악영향을 줄까 우려하는 터스킨에게 거절당한다. 레이건이 맞서고 있는 대상이 악인지 정신인지를 놓고 두 사람의 의견이 대립한다.
터스킨은 구마 당시 메린의 사망과 관련한 레이건의 기억을 파헤치기 위해 연결된 두 사람의 뇌파를 일치시키는 싱크로나이저라는 혁신적인 바이오피드백 장비에 본인과 레이건을 연결한다. 터스킨의 의식이 돌아오지 않자 옆에서 진행시키던 다른 박사가 러몬트에게 레이건의 장비를 씌운다. 러몬트는 레이건에게 빙의됐던 파주주가 메린을 살해했던 순간을 보게 된다. 이후 러몬트는 레이건의 안내에 따라 터스킨의 의식을 되돌린다.
러몬트는 샤론과 함께 구마 의식이 치러졌던 조지타운 집을 둘러보고 돌아와 이번엔 레이건과 싱크로나이저를 경험하게 된다. 러몬트는 메린 신부가 메뚜기떼 형태로 나타나는 파주주와 싸우는 능력이 발현된 아프리카 소년 코쿠모를 구마하던 과거를 목격한다. 한편 레이건은 정신 감응으로 타인의 정신 세계에 들어갈 수 있으며, 이를 이용해 연구소의 한 자폐 아동이 말을 할 수 있게 도와준다. 메린은 레이건과 코쿠모 같은 사람들이 언젠가 인류 모두에게 주어질 영적 은혜가 미리 주어진 신인류의 선구자라고 여겼다. 파주주는 이런 초자연적인 치유 능력이 있는 자만 공격해 왔으며, 그래서 아픈 자를 치유하는 능력이 있던 남미 여성이 악령에 씌여 죽어야 했던 것이다.
러몬트는 상부의 말을 무시하고 메뚜기떼 예방법을 연구하는 과학자가 된 코쿠모의 조언을 얻으려 아프리카에 간다. 코쿠모는 메뚜기들이 서로 날개를 부딪히며 동요하면 흉폭해지면서 연쇄 작용으로 떼가 생성되는데 이에 영향을 받지 않고 악순환을 끊어내는 좋은 메뚜기도 있다고 말한다.
러몬트는 레이건과 다시 조지타운 옛집으로 향하고, 레이건을 걱정한 터스킨과 샤론이 택시를 타고 뒤따라간다. 택시는 갑자기 제멋대로 움직이다가 조지타운 집에 처박혀 택시 운전사가 사망하고, 샤론은 바닥에 흘러나온 택시 기름을 연료로 삼아 자신의 몸에 불을 지른다.
파주주는 레이건의 도펠겡거 서큐버스 모습으로 나타나 러몬트를 유혹한다. 러몬트는 처음엔 유혹에 지지만 레이건의 호소로 제정신으로 돌아와 도펠겡거의 가슴을 주먹으로 내려쳐 쪼개고 심장을 꺼내 도펠겡거를 죽인다. 메뚜기떼가 몰려와 집을 무너뜨리려 하지만 레이건이 과거 코쿠모가 시도했던 의식을 재현해 메뚜기떼(와 파주주)를 물리친다. 샤론은 결국 죽고, 터스킨은 러몬트에게 레이건을 잘 보살펴 달라고 부탁한다. 터스킨이 경찰을 상대하는 가운데 레이건과 러몬트가 떠난다.

## 출연진
- 린다 블레어 - 레이건 맥닐 역
- 리처드 버턴 - 필립 러몬트 신부 역
- 루이즈 플레처 - 진 터스킨 박사 역
- 막스 폰쉬도브 - 랭케스터 메린 신부 역
- 키티 윈 - 샤론 스펜서 역
- 폴 헨리드 - 추기경 역
- 제임스 얼 존스 - 코쿠모 역
- 네드 베이티 - 에드워즈 역
- 데이나 플레이토 - 샌드라 역

## 기타 제작진
- 협력 제작: 찰스 옴
- 미술: 리처드 맥도널드
- 특수 효과: 로스포 팰런버그

## 반응
평단과 관객으로부터 대체로 좋지 않은 평가를 받았다. 첫 상영에 참석한 워너 브라더스 간부들은 영화가 재생된 지 10분이 지난 뒤 성난 관객들에게 쫓겨 도망을 쳐야 했다. 그러나 마틴 스코세이지는 이 영화가 욥기와 마찬가지로 신이 선한 자를 시험하기 위해 악을 불러온다는 주제를 다루고 있으며, 레이건(린다 블레어 분)은 《유로파》(1952)의 잉그리드 버그먼이나 《비열한 거리》(1973)의 찰리와 같은 현대판 성자라고 할 수 있고, 가톨릭교회 신자 특유의 죄책감을 건드리는 《엑소시스트》를 좋아하지만 이 영화가 더 빼어나다고 옹호했다.